# Oona Laurence
Oona Laurence (1 de agosto de 2002, Nova York) é uma atriz de teatro infantil que ficou conhecida pelo papel de Matilda Wormwood no musical Matilda da Broadway ao lado de Bailey Ryon, Milly Shapiro, e Sophia Gennusa. Ela é uma atriz Nova-Iorquina com diversas participações em filmes, teatro e televisão.

## Carreira
Após diversas aparições em produções locais de teatro e papéis menores em curta-metragens e series de televisão, em 2012, Laurence participou das audições para o novo musical Matilda na Broadway. Laurence ficou com o papel de Matilda, atuou no espetáculo entre 4 de março de 2013 a 15 de dezembro de 2013.
Após Matilda, Laurence passou a ser atriz de cinema, fazendo aparições em American Gladiators, A Little Game, The Grief of Others, I Smile Back, Damsel, Lamb, e Southpaw, interpretando a filha de Jake Gyllenhaal e Rachel McAdams.
Ela fez aparições nas séries de televisão Law & Order: Special Victims Unit e Orange Is the New Black.
Laurence atuou como Natalie no filme de 2016, Pete's Dragon.

## Vida pessoal
Laurence mora em New York City e tem duas irmãs mais novas, Aimée e Jetè, que também são atrizes.

## Filmografia

### Filmes
| Ano  | Título                                  | Papel            | Notas            |
| ---- | --------------------------------------- | ---------------- | ---------------- |
| 2012 | Wet Cement                              | Garotinha        | Curta-metragem   |
| 2012 | Esther                                  | Esther           | Curta-metragem   |
| 2013 | Penny Dreadful                          | Garotinha        | Curta-metragem   |
| 2013 | Correcting. Perplexing. Patrick.        | Jessica Barnwell |                  |
| 2014 | A Little Game                           | Becky            |                  |
| 2014 | American Gladiators (AKA Tumorhead)     | Jean             | Curta-metragem   |
| 2015 | I Smile Back                            | Daisy            |                  |
| 2015 | Lamb                                    | Tommie           | Papel principal  |
| 2015 | Imaginapped                             | Olivia           | Curta-metragem   |
| 2015 | Southpaw                                | Leila Hope       |                  |
| 2015 | The Grief of Others                     | Biscuit Ryrie    |                  |
| 2015 | Damsel                                  | Ava              |                  |
| 2015 | Vicky & Jonny                           | Young Vicky      | Curta-metragem   |
| 2016 | Little Boxes                            | Ambrosia         |                  |
| 2016 | Bad Moms                                | Jane Mitchell    |                  |
| 2016 | Pete's Dragon                           | Natalie          |                  |
| 2016 | Lily + Mara                             | Lily             | Curta-metragem   |
| 2017 | The Beguiled                            | Amy              |                  |
| 2017 | Bad Moms 2                              | Jane Mitchell    |                  |
| 2020 | A Babysitter's Guide to Monster Hunting | Liz Lerue        | Filme da Netflix |

### Televisão
| Year | Title                             | Role                               | Notes                               |
| ---- | --------------------------------- | ---------------------------------- | ----------------------------------- |
| 2011 | Celebrity Ghost Stories           | Phyllis (criança)/Filha de Phyllis | 1 episódio                          |
| 2012 | Louie                             | Garotinha #4                       | 1 episódio                          |
| 2014 | Law & Order: Special Victims Unit | Zoe Harris                         | Episódio: "Glasgowman's Wrath"      |
| 2015 | Orange Is the New Black           | Tiffany (aos 10 anos de idade)     | Episódio: "A Tittin' and a Hairin'" |
| 2016 | Blindspot                         | Maya                               | Episódio: "Swift Hardhearted Stone" |

## Teatro
| Ano  | Título                | Papel                   | Notas                             |
| ---- | --------------------- | ----------------------- | --------------------------------- |
| N/A  | Woodie Guthrie Dreams | Cathy Ann Guthrie       | Regional                          |
| N/A  | To Kill a Mockingbird | Scout                   | Regional                          |
| N/A  | The Cosmic Fruit Bowl | The Philosphical Banana | Regional                          |
| N/A  | Seussical the Musical | Ensemble                | Regional                          |
| 2013 | Matilda               | Matilda Wormwood        | Broadway, Sam S. Schubert Theatre |

## Prêmios e indicações
- Audience Award por The Cosmic Fruit Bowl (venceu)
- 2013 Tony Award por Matilda (venceu)
- 2014 Grammy Award for Best Musical Theater Album for Matilda (nomeada)
- 2015 Washington D.C. Area Film Critics Association de melhor performance por Southpaw (nomeada)